# Split Mountain (Wyoming)
Der Split Mountain ist ein 4010 m hoher, doppelgipfliger Berg in der Wind River Range im Westen des US-Bundesstaates Wyoming. Der Berg liegt rund zwei Kilometer westlich der kontinentalen Wasserscheide am Hauptkamm der Gebirgskette, rund drei Kilometer südwestlich des höchsten Berges in Wyoming, des Gannett Peak. Nördlich und östlich des Berges erstreckt sich der Mammoth Glacier, der zu den flächenmäßig größten Gletschern der Rocky Mountains zählt. Nach Nordwesten verläuft ein Gebirgsgrat entlang des Mammoth Glacier über Baby Glacier Peak und Mount Whitecap bis zum Ladd Peak, nach Südosten führt der Grat zu den nur unwesentlich höheren Twin Peaks. Im Bergkessel unmittelbar südlich des Berges entspringt mit dem Green River der größte Nebenfluss des Colorado Rivers. Die Gegend um den Split Mountain ist vollständig als Wildnis-Schutzgebiet ausgewiesen – der Berg liegt innerhalb der Grenzen der Bridger Wilderness des Bridger-Teton National Forest, unmittelbar westlich der Fitzpatrick Wilderness des Shoshone National Forest. Die Erstbesteigung des Split Mountain erfolgte im Jahr 1931 durch Gustav Koven, Theodore Koven und Paul Petzold.

## Belege
1. 1 2  Split Mountain - Peakbagger.com. Abgerufen am 19. April 2024.
2. ↑  Split Mountain : Climbing, Hiking & Mountaineering : SummitPost. Abgerufen am 19. April 2024.